# Hemirrhagus stygius
Hemirrhagus stygius là một loài nhện trong họ Theraphosidae.
Loài này thuộc chi Hemirrhagus. Hemirrhagus stygius được Willis J. Gertsch miêu tả năm 1971.